# Praktická sestra

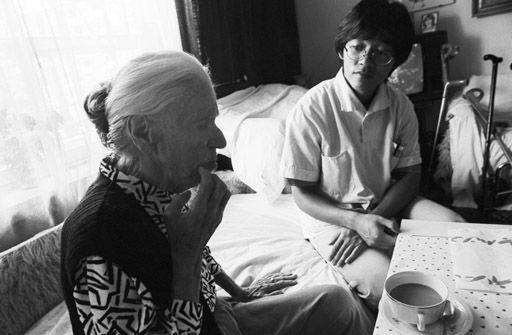
Péče o seniory poskytovaná praktickou sestrou v Mnichově

Praktická sestra (dříve zdravotnický asistent) je střední odborný zdravotnický pracovník. Pracuje bez dohledu všeobecné sestry nebo porodní asistentky, poskytuje základní a specializovanou ošetřovatelskou péči v rámci ošetřovatelského procesu, podílí se na získávání informací nutných k určení ošetřovatelských diagnóz, v míře určené všeobecnou sestrou nebo porodní asistentkou plní ošetřovatelský plán a provádí ošetřovatelské výkony. V České republice je pracovní činnost praktické sestry (zdravotnického asistenta) upravena zákonem č. 96/2004 a vyhláškou č. 424/2004 Sb.. Tato profese byla vytvořena v zájmu zajištění kompatibility českého zdravotnictví se směrnicemi Evropských společenství o uznávání odborných kvalifikací.

## Náplň práce
Praktická sestra vykonává zejména tyto práce (podle § 27 vyhlášky 424/2004):
- sleduje fyziologické funkce a stav pacientů, zaznamenává je do dokumentace, pečuje o vyprazdňování, provádí komplexní hygienickou péči, prevenci proleženin, rozděluje stravu pacientům podle diet a dbá na jejich dodržování, dohlíží na dodržování pitného režimu, zajišťuje aplikaci tepla a chladu
- provádí rehabilitační ošetřovatelství, včetně prevence poruch z imobility
- provádí nácvik sebeobsluhy s cílem zvyšování soběstačnosti pacienta
- podílí se na zajištění herních a učebních aktivit dětí
- podílí se na přejímání, kontrole, manipulaci a uložení léčivých přípravků
- podílí se na přejímání, kontrole, manipulaci a uložení zdravotnických prostředků a prádla, na jejich dezinfekci a sterilizaci a zajištění jejich dostatečné zásoby.
- podává léčivé přípravky, s výjimkou aplikace nitrožilně a do epidurálních katétrů a intramuskulárních injekcí u novorozenců a dětí do 3 let věku,
- odebírá biologický materiál, provádí vyšetření biologického materiálu získaného neinvazivní cestou a kapilární krve semikvantitativními metodami (diagnostickými proužky),
- zavádí a udržuje kyslíkovou terapii,
- podílí se na ošetření akutní a chronické rány,
- připravuje pacienty k diagnostickým nebo léčebným výkonům, podle rozhodnutí lékaře, všeobecné sestry nebo porodní asistentky při nich asistuje, poskytuje ošetřovatelskou péči při těchto výkonech a po nich,
- podílí se na činnostech spojených s přijetím, přemisťováním, propuštěním a úmrtím pacientů
- podílí se pod přímým vedením všeobecné sestry se specializovanou způsobilostí nebo porodní asistentky se specializovanou způsobilostí v oboru na poskytování vysoce specializované ošetřovatelské péče

## Požadavky na vzdělání a uplatnění v praxi
Podle § 29 zákona 96/2004 Sb. se v České republice odborná způsobilost k výkonu povolání praktické sestry (zdravotnického asistenta) získává absolvováním střední zdravotnické školy v oboru zdravotnický asistent nebo akreditovaného kvalifikačního kurzu zdravotnický asistent po získání úplného středního vzdělání nebo úplného středního odborného vzdělání a způsobilosti k výkonu povolání ošetřovatele. Odbornou způsobilost k výkonu povolání zdravotnického asistenta mají i pracovníci, kteří získali způsobilost k výkonu povolání zdravotnického záchranáře nebo porodní asistentky.
V mnoha zdravotních a sociálních zařízeních však na pozici zdravotnického asistenta pracují odborné zdravotní sestry. Poté, co byl v roce 2004 schválen příslušný zákon, řada zaměstnavatelů část svých zdravotních sester zařadila na pozice zdravotnických asistentek, aby jim mohla snížit plat, přestože se od nich i nadále vyžaduje samostatná práce zdravotní sestry, a přestože takový postup byl v rozporu se zákonem.
První zdravotničtí asistenti(-ky), jak je předpokládal zákon č. 96/2004 Sb., nastoupili do praxe až v roce 2008. Každoročně tento středoškolský obor absolvují asi dva tisíce lidí, avšak zhruba 75 % z nich pokračuje ve studiu na škole vyššího typu s cílem zvýšit svoji kvalifikaci, nejčastěji na profesi zdravotní sestry. Ze zbývajících mnozí odchází pracovat mimo zdravotnictví, protože práce v týmu sestra—asistent se v českém zdravotnictví neujala. Zvažuje se zrušení podmínky práce pod dohledem zdravotní sestry, nebo (poté co byla zrušena podmínka VŠ vzdělání zdravotní sestry) změnit pozici zdravotního asistenta na pouhý formální předstupeň zdravotní sestry.